# 11e étape du Tour d'Espagne 1999
La 11e étape du Tour d'Espagne 1999 s'est déroulée le 16 septembre entre Huesca et Pla de Beret - Val d'Aran.

## Récit
L'Italien Daniele Nardello remporte cette étape de montagne dans un sprint à quatre sur un portion descendante.
Seul dans les dernières rampes de la montée finale, Abraham Olano a été mis en difficulté par ses principaux adversaires dont Pavel Tonkov et Jan Ullrich, perd 29 secondes sur ce dernier. Il conserve le maillot de oro pour 1 minute et 39 secondes.

## Classement de l'étape
|   | Coureur            | Pays     | Équipe    |    | Temps |
| - | ------------------ | -------- | --------- | -- | ----- |
| 1 | Daniele Nardello   | Italie   | Mapei     | en |       |
| 2 | Víctor Hugo Peña   | Colombie | Vitalicio | +  | 0 s   |
| 3 | Félix García Casas | Espagne  | Festina   |    | 0 s   |

## Classement général
|   | Coureur       | Pays      | Équipe           |    | Temps      |
| - | ------------- | --------- | ---------------- | -- | ---------- |
| 1 | Abraham Olano | Espagne   | ONCE             | en |            |
| 2 | Jan Ullrich   | Allemagne | Deutsche Telekom | +  | 1 min 39 s |
| 3 | Pavel Tonkov  | Russie    | Mapei            |    | 2 min 29 s |